# Haucourt-en-Cambrésis
Haucourt-en-Cambrésis település Franciaországban, Nord megyében. Lakosainak száma 192 fő (2022. január 1.). Haucourt-en-Cambrésis Cattenières, Walincourt-Selvigny, Wambaix, Esnes, Fontaine-au-Pire és Ligny-en-Cambrésis községekkel határos.

## Népesség
A település népességének változása:
| Lakosok száma | 212  | 207  | 206  | 198  | 195  | 193  | 190  | 191  | 192  |
|               | 2013 | 2015 | 2016 | 2017 | 2018 | 2019 | 2020 | 2021 | 2022 |